# Salix petiolaris
Espèce
Classification APG III (2009)
Salix petiolaris, le saule pétiolé (stalked willow, slender willow ou meadow willow en anglais), est une espèce de plantes à fleurs de la famille des Salicaceae. C'est un saule arbustif originaire d'Amérique du Nord.

## Synonymie et variétés
- Salix gracilis Andersson
- Salix gracilis Anderss. var. textoris Fern.
- Salix petiolaris var. angustifolia Anderss.[2]
- Salix petiolaris var. gracilis (Anderss.) Anderss.[3]
- Salix petiolaris var. grisea[4]
- Salix petiolaris var. sericea[5]
- Salix petiolaris var. subsericea Anderss.
- Salix sericea var. subsericea (Anderss.) Rydb..
- Salix subsericea (Anderss.) Schneid.
- Salix gracilis Andersson var. rosmarinoides Andersson
- Salix neoforbesii Toepff.
- Salix petiolaris Sm. var. rosmarinoides (Andersson) C.K.Schneid.[6]
- Salix X subsericea (Andersson) C.K.Schneid. X[7].

## Description
Salix petiolaris est un arbuste buissonnant de 2 à 4 m qui doit son nom à la longueur du pétiole de ses feuilles, plus importante que pour les autres membres du genre.

## Répartition

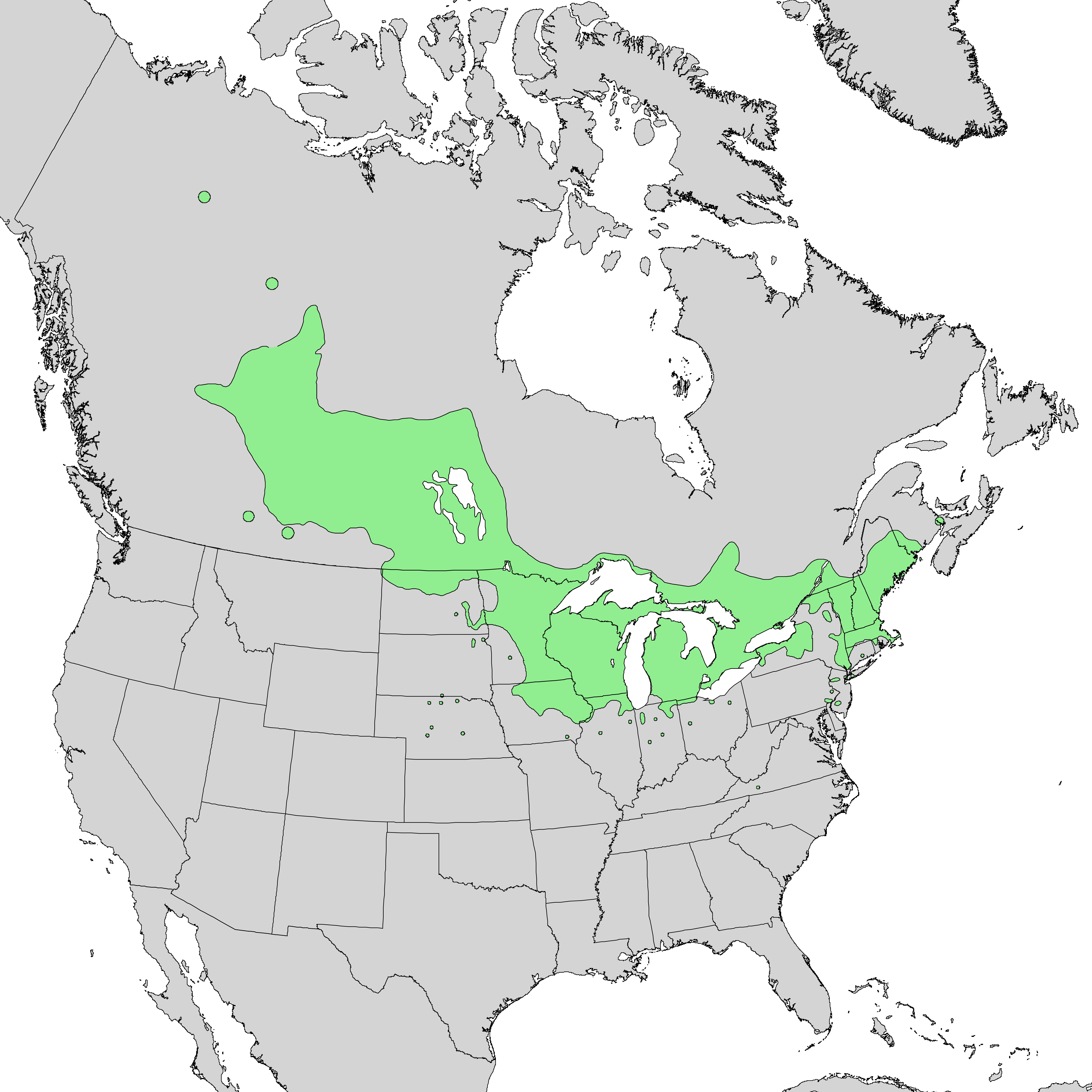
Distribution nord-américaine.

En Nouvelle-Angleterre, l'espèce se rencontre dans le Connecticut, Maine, Massachusetts, New Hampshire, Rhode Island et Vermont.
C'est aussi le saule caractéristique des marécages argileux de l'ouest du Québec où il fleurit dans la première semaine de mai. Il forme généralement des saulaies continues.